# Krantiveer
Krantiveer è un film indiano del 1994 diretto da Mehul Kumar.

## Premi
- National Film Awards
  - "National Film Award for Best Actor" - Nana Patekar
- Filmfare Awards
  - "Filmfare Best Actor Award" - Nana Patekar
  - "Filmfare Best Supporting Actress Award" - Dimple Kapadia
  - "Filmfare Best Story Award" - Ishraq-Suja
  - "Filmfare Best Dialogue Award" - K. K. Singh
- Star Screen Awards
  - "Star Screen Award Best Actor" - Nana Patekar
  - "Star Screen Award Best Dialogue" - Ishraq-Suja
  - "Star Screen Award Best Story" - Ishraq-Suja